# A. S. Hornby
Albert Sidney (ou Sydney) Hornby, ou simplesmente A.S. Hornby (Chester, 1898 — 1978) foi um filólogo e importante lexicógrafo inglês.
Hornby graduou-se pela University College London e, em 1924, foi enviado ao Japão, para a Oita University, como professor de inglês. Mudou-se para Tóquio, em 1933, a convite de Harold E. Palmer, quando passou a trabalhar no Institute for Research in English Teaching. 
Posteriormente, Hornby, juntamente com E.V. Gatenby e H. Wakefield, passou a investir na criação de um novo tipo de dicionário, totalmente voltado ao ensino do inglês para pessoas que tinham outra língua nativa. Forçado a deixar o Japão em 1939, em virtude do início da 2ª Guerra Mundial, Hornby deixou seu trabalho inconcluso. Não obstante, seu dicionário foi terminado por seus colaboradores e, em 1942, publicado com o título The Idiomatic and Syntactic English Dictionary.
Hornby juntou-se ao British Council depois do término da 2ª Guerra Mundial e, em seguida, tornou-se editor do jornal English Language Teaching. Em 1948, seu dicionário foi reeditado pela Oxford University Press, com o nome A Learner's Dictionary of Current English, porém, mais tarde o dicionário passaria a ser chamado Oxford Advanced Learner's Dictionary. 
A obra de Hornby tornou-se um sucesso comercial no mundo tinteiro, sendo considerado até os dias atuais como referência no ensino da língua inglesa para pessoas que querem ter o inglês como sua segunda língua.